# Константинос Симеофоридис
Константѝнос Агапѝу Симеофорѝдис (на гръцки: Κωνσταντίνος Αγαπίου Σημαιοφορίδης) е гръцки политик от Нова демокрация от втората половина на XX век.

## Биография
Роден е в 1931 година в гръцко бежанско понтийско семейство в костурското село Желегоже (Пендаврисо), Гърция. Завършва Философския факултет на Солунския университет. Работи дълги години в сферата на образованието. Избран е за кмет на Костур в 1978 година. В 1981 година е избран за депутат от Нова демокрация, след което е преизбиран още няколко пъти. В правителството на Константинос Мицотакис е заместник министър-председател. В 2017 година дарява на дем Костур библиотеката си, наброяваща 20 000 тома.
Умира на 21 септември 2017 година.